# Élections municipales de 1983 à Dunkerque
Les élections municipales ont lieu le 12 mars 1983 à Dunkerque.

## Mode de scrutin
Le mode de scrutin à Dunkerque est celui des villes de plus de 1 000 habitants : la liste arrivée en tête obtient la moitié des 49 sièges du conseil municipal. Le reste est réparti à la proportionnelle entre toutes les listes ayant obtenu au moins 5 % des suffrages exprimés. Un deuxième tour est organisé si aucune liste n'atteint la majorité absolue et au moins 25 % des inscrits au premier tour. Seules les listes ayant obtenu aux moins 10 % des suffrages exprimés peuvent s'y présenter. Les listes ayant obtenu au moins 5 % des suffrages exprimés peuvent fusionner avec une liste présente au second tour.

## Contexte
Bataille de sénateurs pour Dunkerque : Claude Prouvoyeur (CNIP) se présente une troisième fois devant les élécteurs lui qui entrera au Palais du Luxembourg en septembre 1983 se trouve face à 2 autres sénateurs Jacques Bialski (PS) et Gérard Ehlers (PCF) ainsi que  Pierre-Etienne Vanpouille (Parti écologiste).

## Résultats
- Maire sortant : Claude Prouvoyeur (CNIP)
- 49 sièges à pourvoir (population légale 1982 : 73 120 habitants)

| Candidat        | Candidat                  | Parti            | Premier tour | Premier tour | Second tour | Second tour |
| Candidat        | Candidat                  | Parti            | Voix         | %            | Voix        | %           |
| --------------- | ------------------------- | ---------------- | ------------ | ------------ | ----------- | ----------- |
|                 | Claude Prouvoyeur*        | CNIP             | 20 909       | 59,30        |             |             |
|                 | Jacques Bialski           | PS               | 8 334        | 23,63        |             |             |
|                 | Pierre-Etienne Vanpouille | Parti écologiste | 3 295        | 9,34         |             |             |
|                 | Gérard Ehlers             | PCF              | 2 719        | 7,71         |             |             |
|                 |                           |                  |              |              |             |             |
| Inscrits        | Inscrits                  | Inscrits         | 48 579       | 100,00       |             |             |
| Abstentions     | Abstentions               | Abstentions      | 12 682       | 26,10        |             |             |
| Votants         | Votants                   | Votants          | 35 897       | 73,89        |             |             |
| Blancs et nuls  | Blancs et nuls            | Blancs et nuls   | 640          | 1,78         |             |             |
| Exprimés        | Exprimés                  | Exprimés         | 35 257       | 98,21        |             |             |
| * Maire sortant |                           |                  |              |              |             |             |

## Conseil municipal de Dunkerque de 1983 à 1989
- Claude Prouvoyeur : Sénateur-Maire de Dunkerque, Conseiller général du canton de Dunkerque-Est (1982/1998) et Vice-président de La Communauté urbaine de Dunkerque (1983/1989).
  - Abdon PYNTHE (Maire délégué de Mardyck)

- 1er Adjoint Louis DEWERDT (Affaires communautaire, Urbanisme et Environnement), il est aussi Conseiller régional du Nord-Pas-de-Calais du 21 janvier 1978 au 21 juin 1989 et Vice-président de la Communauté urbaine de Dunkerque du 24 avril 1977 au 23 janvier 1989[1].

- 3e Adjoint Emmanuel Dewees
- 6e Adjoint Claude CROO de 1983 à 1986

Adjoints spéciaux : 
- Daniel ROUILLEAULT (Adjoint spécial de Malo-les-Bains) de 1983 à 1986.
- Claude CROO (Adjoint spécial de Malo-les-Bains) de 1986 à 1989.
- Marcel BOCQUET (Adjoint spécial de Rosendaël).
- André SION (Adjoint spécial de Petite-Synthe).

Conseillers municipaux :
Conseillers municipaux de l'opposition :
- Jacques Bialski (PS) il est aussi Sénateur du Nord et Conseiller général du canton de Grande-Synthe (1982/1985) et 1er vice-président du Conseil régional du Nord-Pas-de-Calais (1981/1986).
- Francis Decodts (PS)
- Roger Fairise (PS)
- Patrick Oddone (PS)
- Philippe Nouveau (PS)
- Alain Vanwaefelghem (PS)

- Pierre-Etienne Vanpouille (Parti écologiste)
- Claire Sclhers (Parti écologiste)

- Gérard Ehlers (PCF) il est aussi Sénateur du Nord (1974/1985) et vice-président du Conseil régional du Nord-Pas-de-Calais (1986/1987).